# Passeport biélorusse
Le passeport biélorusse est un document de voyage international délivré aux ressortissants biélorusses, et qui peut aussi servir de preuve de la citoyenneté biélorusse. 

## Liste des pays sans visa ou visa à l'arrivée
En juillet 2020, les détenteurs d'un passeport biélorusse peuvent accéder à 75 pays sans visa et se classe 68e sur 107 au classement Henley.

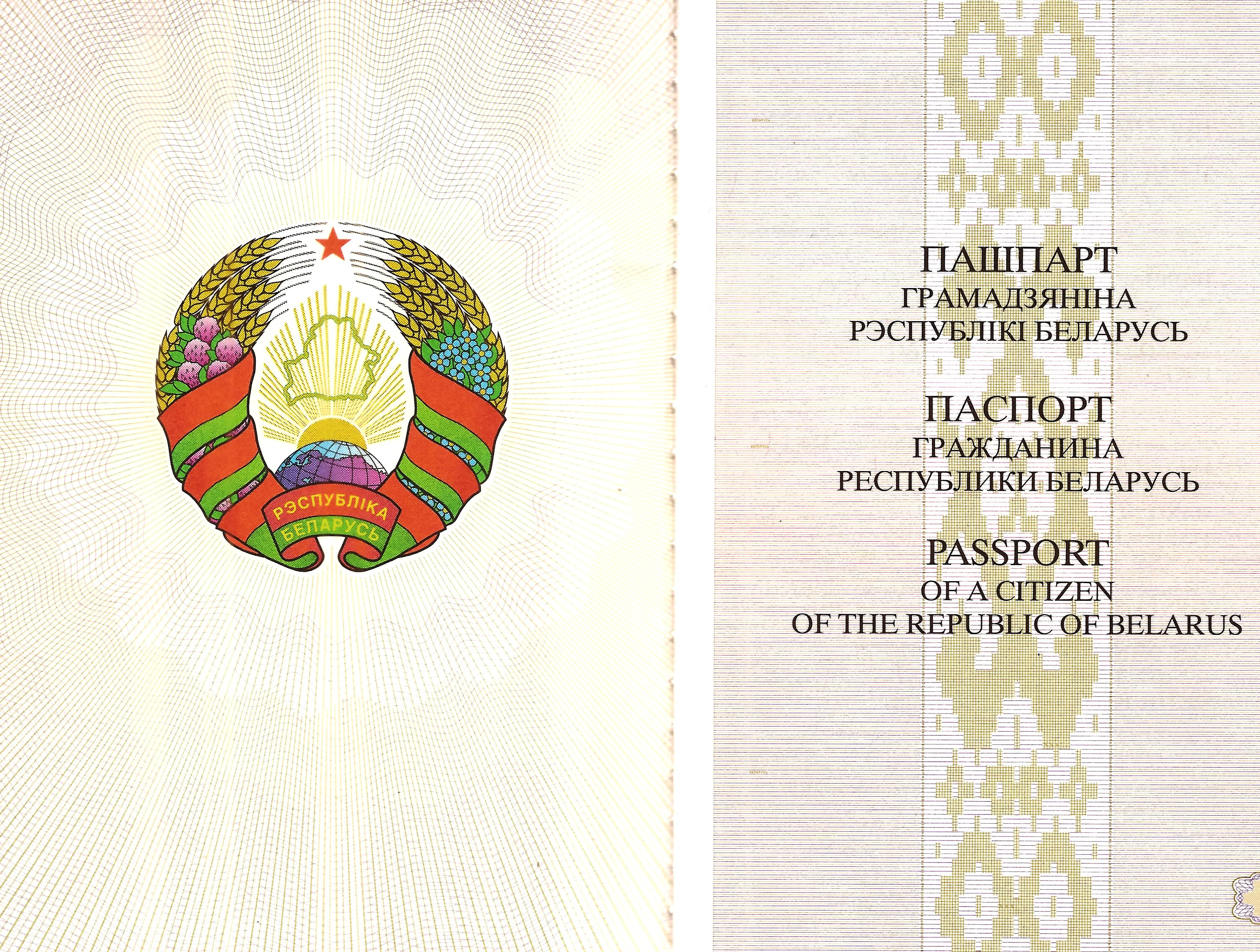
Première page du passeport biélorusse, portant l'inscription « Passeport d'un citoyen de la république de Biélorussie » en biélorusse, en russe et en anglais.

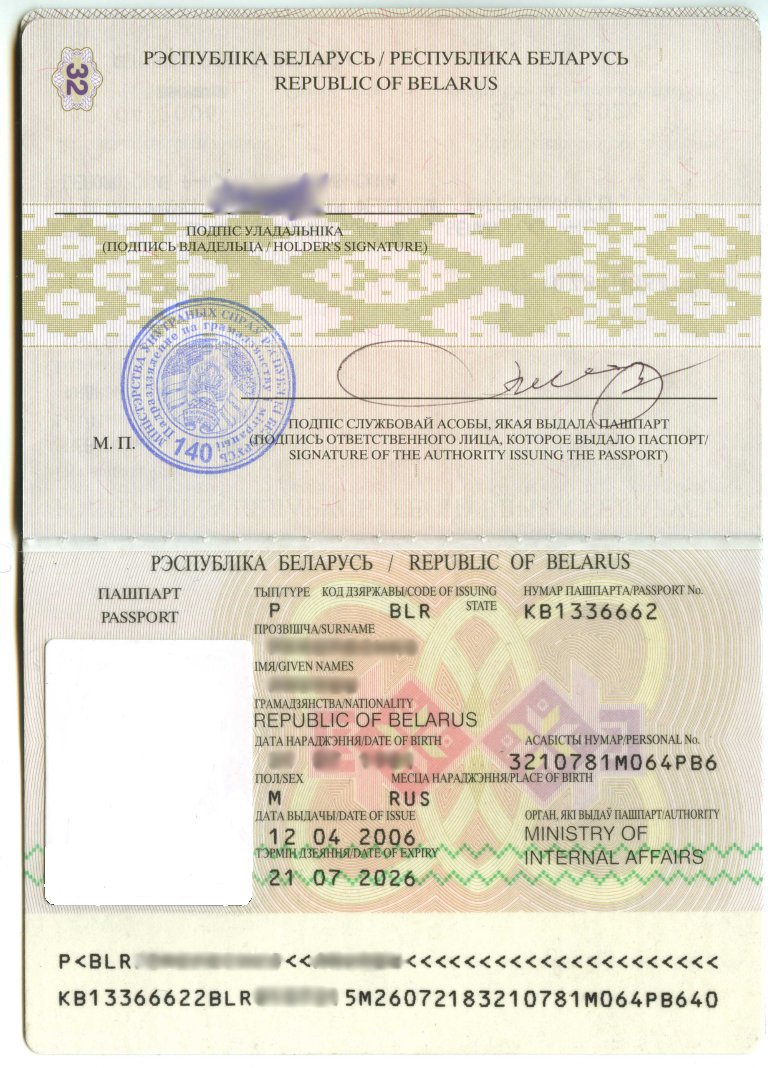
Pages d'identité du passeport biélorusse

Pays et territoires avec des entrées sans visa ou un visa-sur-arrivée pour les titulaires de passeports biélorusses
Biélorussie
Visa non nécessaire
Visa à l'arrivée
Système de visa électronique
Visa électronique ou à l'arrivée
Visa non nécessaire pour les détenteurs de bons
Visa nécessaire avant l'arrivée

## Histoire
Avant l'indépendance de la Biélorussie, les passeports soviétiques étaient utilisés.

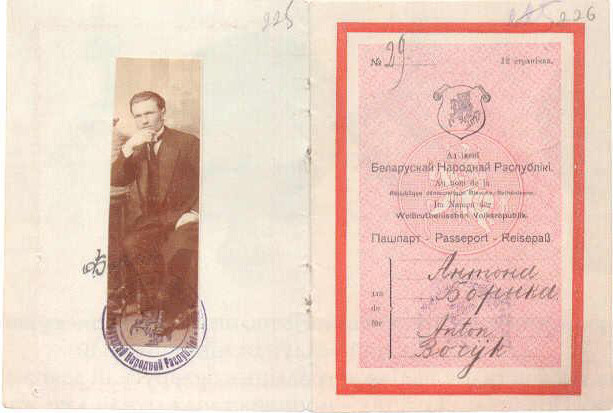
Passeport soviétique de la RSS de Biélorussie

## Timbres d'autorisation
Avant le 1er janvier 2008, les citoyens biélorusses devaient demander des timbres d'autorisation sur leur passeport afin de traverser les frontières biélorusses. 
En 2002, la Cour constitutionnelle a déclaré dans sa décision que les timbres d'autorisations étaient anticonstitutionnels. Le Conseil des ministres a reçu l'ordre de proposer un autre type de contrôle des frontières des citoyens d'ici le 31 décembre 2005.
Par un décret présidentiel publié le 17 décembre 2007, les timbres d'autorisation ont finalement été supprimés.